# 소을
소을(小乙)은 상나라의 22대 군주이다. 태어날 때의 이름은 자렴(子斂)이다. 
사마천의 사기에 의하면 형인 소신에 이어 상나라의 21대 군주가 되었다. 수도인 은(殷)에서 즉위하였다. 재위 6년에 아들 무정을 하(河)에 살도록 하고 감반(甘盤)에게 공부하게 하였다. 재위 10년 만에 아들인 무정에게 양위하였다. 
은허에서 발굴된 갑골문에 따르면 그는 상나라의 20대 군주이다. 